# メイ州
洺州（めいしゅう）は、中国にかつて存在した州。南北朝時代末からモンゴル帝国時代初頭にかけて、現在の河北省邯鄲市一帯に設置された。

## 魏晋南北朝時代
577年（建徳6年）、北周により洺州が設置された。

## 隋代
隋初には、洺州は2郡3県を管轄した。605年（大業2年）、慈州廃止にともない武安県が移管された。607年（大業3年）、郡制施行に伴い、洺州は武安郡と改称され、下部に8県を管轄した。隋代の行政区分に関しては下表を参照。
| 隋代の行政区画変遷 | 隋代の行政区画変遷 | 隋代の行政区画変遷 | 隋代の行政区画変遷 | 隋代の行政区画変遷 | 隋代の行政区画変遷                               |
| 区分               | 開皇元年           | 開皇元年           | 開皇元年           | 区分               | 大業3年                                          |
| ------------------ | ------------------ | ------------------ | ------------------ | ------------------ | ------------------------------------------------ |
| 州                 | 洺州               | 洺州               | 相州               | 郡                 | 武安郡                                           |
| 郡                 | 広平郡             | 襄国郡             | 魏郡               | 県                 | 永年県 平恩県 臨洺県 武安県 肥郷県 邯鄲県 清漳県 |
| 県                 | 広年県 平恩県      | 易陽県             | 武安県             | 県                 | 永年県 平恩県 臨洺県 武安県 肥郷県 邯鄲県 清漳県 |

## 唐代
618年（武徳元年）、唐により武安郡は洺州と改められた。619年（武徳2年）、洺州は竇建徳に奪われた。621年（武徳4年）、唐が竇建徳を平定した。742年（天宝元年）、洺州は広平郡と改称された。758年（乾元元年）、広平郡は洺州の称にもどされた。洺州は河北道に属し、永年・平恩・臨洺・鶏沢・肥郷・曲周の6県を管轄した。

## 宋代以降
北宋のとき、洺州は河北西路に属し、永年・肥郷・平恩・鶏沢・曲周の5県を管轄した。靖康の変により、洺州は金に奪われた。
金のとき、洺州は河北西路に属し、永年・広平・宗城・新安・成安・肥郷・鶏沢・曲周・洺水の9県と西臨洺・新安・平恩・白家灘の4鎮を管轄した。
1236年、モンゴル帝国により洺州は邢洺路と改められた。